# فرودگاه پویی – لود
فرودگاه پویی-لود (به فرانسوی: Aéroport du Puy - Loudes) یک فرودگاه همگانی با کد یاتا LPY است که یک باند فرود آسفالت دارد و طول باند آن ۱۴۴۸ متر است. این فرودگاه در کشور فرانسه قرار دارد و در ارتفاع ۸۳۲ متری از سطح دریا واقع شده‌است.

## شرکت‌های هواپیمایی و مقصدهای پروازی
| شرکت‌های هواپیمایی | مقصدهای پروازی |
| ----------------- | -------------- |
| تووین جت          | اورلی          |